# Олпорт, Гордон
Го́рдон Уи́ллард О́лпорт (англ. Gordon Willard Allport; 11 ноября 1897 — 9 октября 1967) — американский психолог, разработчик теории черт личности и шкалы описания поведенческого компонента предубеждений.

## Биография
Родился в Монтезуме, штат Индиана, в интеллигентной семье. Блестяще окончив школу, он вслед за старшим братом Флойдом (впоследствии также известным психологом) поступил в знаменитый Гарвардский университет.
В начале 20-х годов Олпорт совершает двухлетнюю поездку в Европу, которая оказала огромное влияние на его дальнейшую научную работу. В большинстве текстов упоминается встреча с Зигмундом Фрейдом, в ходе которой он был поражён неадекватностью попыток искать во всех поведенческих проявлениях скрытые мотивы, отказа от явно очевидной мотивации. Однако собственные работы и дальнейшая деятельность Олпорта были связаны скорее с взглядами Уильяма Штерна, Эдуарда Шпрангера и гештальтпсихологов — Макса Вертгеймера, Курта Коффки и Вольфганга Кёлера.
Избирался президентом Американской психологической ассоциации (1939), президентом Общества изучения социальных проблем, получил награду «За выдающийся вклад в науку» (1964) и множество других наград.
Наиболее известные из непосредственных учеников Олпорта — Стэнли Милгрэм, Томас Петтигрю, Джером Брунер, Лео Постман, Филипп Вернон, Роберт Уайт, Брюстер Смит, Гарднер Линдсей.

## Научная деятельность

### Идеи Олпорта в контексте своего времени
В 1920—1940-е годы американскую психологию можно было разделить на три лагеря. В научных исследованиях поведения человека доминировал бихевиоризм в различных версиях, в то время как вся область внутреннего мира человека была вотчиной психоанализа. Однако были независимые от этих лагерей исследователи, в основном шедшие от практической задачи измерения психических явлений — интеллекта, черт личности, мотивации. Олпорт в своих работах был эклектиком и систематизатором, используя идеи всех этих направлений.

### Функциональная автономия мотивов
В ходе исследования мотивации человека Олпорт сталкивается с неадекватностью традиционных проективных методик, основанных на психоаналитической идее о скрытом характере истинных мотивов поведения. Он указывал на то, что при изучении здоровой личности самоотчёт испытуемых оказывается весьма согласован с результатами психоаналитических техник, однако в ситуации личностного конфликта самоотчёт отличается от анализа скрытой мотивации (но без данных самоотчёта и обнаружения этих различий невозможно обнаружить наличие этого отнюдь не обязательного конфликта).
Гордон Олпорт выдвигает идею функциональной автономии мотивов, согласно которой, появившись для удовлетворения какой-либо детской потребности, мотивы начинают жить своей автономной жизнью, превращаясь в самостоятельные потребности, удовлетворение которых может само по себе быть источником удовольствия.
В отечественной психологии сходная концепция под названием «сдвиг мотива на цель» была выдвинута А. Н. Леонтьевым.

### Личность, общие и личностные черты (диспозиции)
«Личность — это динамическая организация психофизических систем индивида, которая обусловливает характерное для него поведение и мышление». Олпорт обращал большое внимание на проблему общего и индивидуального в личности, обособляя общие черты и личностные черты (диспозиции, от лат. disposition — расположение). Под общими чертами понимаются такие универсальные признаки, которые присущи всем людям, но в различной степени, по которым людей можно сравнивать друг с другом, которые можно измерять номотетическими методами. Личностные диспозиции — такие уникальные индивидуальные особенности поведения, которые устойчиво повторяются у данной личности, но отсутствуют у подавляющего большинства других людей. Олпорт настаивал на диалектическом единстве идиографических и номотетических методов в исследовании личности.
Олпорт разделил диспозиции на:
- кардинальные диспозиции выражают черту настолько всепроникающую и оказывающую столь сильное влияние на поведение человека, что практически в каждом поступке, каждом действии можно проследить её влияние. Так, например, ярко выраженная авторитарная личность воспринимает мир через призму своих, весьма специфических стереотипов, что проявляется в огромном количестве бытовых ситуаций. Эта диспозиция очень редка. В качестве примеров кардинальных диспозиций Олпорт приводит исторические и вымышленные характеры. Например, Макиавелли, Дон Жуан или Жанна д'Арк. Весь ход жизни этих людей обнаруживает полное влияние кардинальных диспозиций;
- центральные диспозиции (такие как доброта, приветливость, напористость) проявляются в ограниченном спектре ситуаций. Они наиболее типичны для индивидов. Мы легко можем определить личность по тем или иным чертам, они наиболее характерны и их очень просто выявить. Однако сам Олпорт считал, что их сравнительно немного — от пяти до десяти важных характеристик;
- вторичные диспозиции представляют собой черты, которые наименее заметны, обобщены и согласованны. Менее важные, но регулярно проявляющиеся характеристики. Данная диспозиция более ограничена в проявлении и, следовательно, имеет меньший диапазон для «обсуждения», описания личности. Нужно досконально знать человека, чтобы определить его вторичные диспозиции (предпочтения в еде и одежде, например).

Личные диспозиции помогают нам создать полную картину поведения личности, её индивидуальность и своеобразие.

### Проприум
Г. Олпорт не использует в своей теории личности понятие самость как таковое, а оперирует понятием проприум (proprium от лат. личная собственность). Проприум — это совокупность всех сторон личности, её внутреннее единство. Введя понятие проприум в теорию психологии личности, Олпорт не открыл нового феномена, а только расширил её понятийный аппарат. Другие теоретики психологии, занимающиеся изучением личности, для определения ощущения «своего собственного» (проприум) используют термины «я» (self) и «эго», предполагая их взаимосвязь. Г. Олпорт выделяет ряд аспектов «самости», которые участвуют в развитии проприума на протяжении всей жизни индивида. Назовем их проприативными функциями. Конечным результатом их развития становится сформировавшееся, зрелое «Я», как объект субъективного познания и ощущения.

### Проприативные функции
1. Ощущение тела — это «стержень становления личности», другими словами телесное Я. Сюда относятся все органические ощущения, которые испытывает человек. Чаще всего они не осознаются, но стоит появиться болезненным ощущениям, как телесные ощущения начинают осознаваться человеком. Благодаря этой функции, появляющейся от рождения, формируется фундамент для ощущения себя. Все своё мы воспринимаем как теплое и приятное, все отдельное от нашего тела является холодным и чужим.
2. Самотождественность, ощущение себя собой — чувство, которое растет постепенно. Важную роль при формировании данной функции играет социальное взаимодействие. Сначала ребёнок начинает узнавать своё имя среди потока других звуков, а со временем он начинает постигать, что он остается одним и тем же человеком, несмотря на внешние (происходят в процессе роста) и внутренние (мысли, например) изменения.
3. Возвеличивание эго — это не что иное, как эгоцентризм, присущий человеку от природы. Сосредоточенность на себе обусловлена потребностью в выживании. Каждый человек стремится к самоутверждению, ему необходимо испытывать чувство гордости за себя, быть удовлетворенным собой.
4. Расширение эго. Эта функция в раннем детстве проявляется как отождествление ребёнком себя с своими родителями, игрушками и другими предметами, которые ему принадлежат. Позднее она распространяется на другие группы людей (класс в школе, соседи, нация). В зрелости же процесс расширения эго может осуществляться посредством развития интереса к каким-то абстрактным идеям, моральным ценностям.
5. Рациональный субъект. Данная функция обеспечивает «адекватное приспособление, точное планирование и относительно безупречное решение жизненных уравнений». Данная функция имеет непосредственную связь с развитием мышления.
6. Образ себя — это то, каким человек видит себя в данный момент времени (способности, статус, роли) и то, каким он хочет стать, то есть идеальное Я. Образ себя как проприативная функция задает направление движения человека, его развития. Кроме того, она дает возможность согласовать наше видение настоящего с видением будущего.
7. Личное стремление, или другими словами мотивация. Г. Олпорт утверждает, что как только личность переходит на стадию расширения эго и выбирает образ себя, который непосредственно связан с образом Я идеального, речь заходит не о простых природных импульсах и влечениях, а о личном стремлении человека, которое отражает собственное, то есть самость. Личное стремление связано с временной категорией будущего. Олпорт ставит в один ряд с понятием стремления такие термины, как интерес, тенденция, предрасположенность, ожидание, планирование, решение проблем, направленность, интенция.
8. Субъект познания — функция, которая, по словам Г. Олпорта, возвышается над остальными проприативными функциями и синтезирует их. Она заключается в том, что человек познает не только объекты материи, но и самого себя. Итогом развития становится способность человека к самопознанию и самоосознанию.

Первые три функции — ощущение тела, самотождественность и возвеличивание себя — развиваются в раннем детстве. Остальные же более продолжительны по времени и зависят от индивидуальных особенностей человека, его жизненного пути. Г. Олпорт подчеркивает, что на любой стадии становления личности развивается не одна, а целый сплав проприативных функций. Так, например, в ситуации обретения зрелой личностью самопонимания (самообъективации) активизируется познающий аспект, рациональный субъект проприума, личное стремление, расширение эго и образ себя. Проприум — это позитивное свойство человеческой природы, связанное с творческим развитием личности.

## Научные труды
- Studies in expressive movement (with Vernon, P. E.) (1933) New York: Macmillan.
- Attitudes, in A Handbook of Social Psychology, ed. C. Murchison, (1935). Worcester, MA: Clark University Press, 789–844.
- Personality: A psychological interpretation. (1937) New York: Holt, Rinehart, & Winston.
- The Individual and His Religion: A Psychological Interpretation. Oxford, England: Macmillan, 1950.
- Letters from Jenny. (1965) New York: Harcourt Brace Jovanovich.
- Becoming: Basic Considerations for a Psychology of Personality. (1955). New Haven : Yale University Press. ISBN 0-300-00264-5
- The Nature of Prejudice[англ.]. (1954; 1979). Reading, MA : Addison-Wesley Pub. Co. ISBN 0-201-00178-0
- The Nature of Personality: Selected Papers. (1950; 1975). Westport, CN : Greenwood Press. ISBN 0-8371-7432-5
- The Person in Psychology (1968). Boston: Beacon Press
- The Psychologist's Frame of Reference (1940). Classics in the History of Psychology -- Allport (1940) Архивная копия от 27 ноября 2020 на Wayback Machine
- Pattern and Growth in Personality. (1961). Harcourt College Pub. ISBN 0-03-010810-1
- Personality & social encounter. (1960). Boston: Beacon Press.
- Psychology of Rumor [совместно с Лео Постманом[англ.]] (1947).

### Переводы на русский язык
- Олпорт Г. Становление личности: Избранные труды / [Пер. с англ. Л. В. Трубицыной и Д. А. Леонтьева]; под общ. ред. Д. А. Леонтьева. М.: Смысл, 2002.